# Lescun
Lescun è un comune francese di 179 abitanti situato nel dipartimento dei Pirenei Atlantici nella regione della Nuova Aquitania. Forma anche parte della regione storica del Béarn.
Appartenente alla valle d'Aspe, il comune è attraversato dalla gave d'Aspe, affluente della gave d'Oloron.

## Comuni limitrofi
- Lées-Athas a nord
- Accous a nord-est
- Etsaut, Borce e Urdos a sud-est

## Società

### Evoluzione demografica
Abitanti censiti